# Otaci
Otaci es una ciudad de la República de Moldavia perteneciente al distrito de Ocnița.
En 2014 tiene 8400 habitantes. En 2004 la población estaba compuesta por un 44,7% de ucranianos, 39,91% de gitanos y solo un 8,55% de moldavos-rumanos.
Se encentra a unos 20 km al este de Ocnița.
Es una ciudad dividida situada en la orilla del río Dniéster, en la frontera entre Moldavia y Ucrania. En el lado ucraniano se halla, unida a Otaci, la ciudad de Mohyliv-Podilskyi.
Se conoce su existencia desde 1419 y fue elevada a ciudad en 1994.